# Segunda superpotência
O termo segunda superpotência não se refere a uma nação em si, mas sim ao movimento da sociedade civil global com enorme força política. Este termo é derivado de um artigo do The New York Times, que descrevia a "opinião pública global" como uma de duas superpotências.

## Análise do poder
A segunda superpotência ganhou proeminência com os protestos anti-guerra de 15 de fevereiro de 2003, que mobilizaram em uma escala sem precedentes milhares de pessoas em organizações em dezenas de países.
O movimento é composto de milhões de cidadãos de vários países ao redor do mundo, preocupados com temas como meio ambiente, guerra, saúde e direitos humanos. Este movimento não é direcionado por um líder definido, em vez disso, é simplesmente a consciência coletiva construída graças a mídia global e a internet, capazes de noticiar eventos em tempo real de qualquer parte do globo. 
São simplesmente pessoas comuns que resolvem tomar partido contra ações, ou falta de ação, de seus governos, ou mesmo de outros governos ao redor do mundo, e se fazem ouvir através de protestos, cyber-ativismo, ONGs e outros meios, suas ações podem de pequenas ações localizadas, restringindo-se a uma cidade apenas, até gigantescos protestos em escala global. Nem todas as idéias geradas conseguem acionar está consciência coletiva e eventualmente mobilizar uma grande massa de pessoas a favor de uma causa qualquer, mas quando ocorre, geralmente exerce grande influencia nas ações de seus países, sendo até mesmo capaz de contrabalançar uma superpotência como os Estados Unidos.

### Papel da mídia
O papel da mídia seria o de informar os cidadãos sobre os eventos de forma imparcial, para que eles mesmos formem suas opiniões sobre os assuntos de seus interesses.
Mas para isso é necessário que essas pessoas estejam inseridas em um contexto democrático e tenham capacidades de interpretar as informações que recebem. Isto é tido como raro, e o que se fala mais é sobre uma tentativa de controle da mídia por entidades de poder, ou mesmo simples falta de objetividade dos meios de comunicação.

## Método de ação
O método de ação geralmente se trata de algum tipo de manifestação popular, organizada por um ou vários grupos de pessoas ou entidades, em nome de uma causa comum.

### Limitações
A opinião pública global, por seu caráter difuso devido a abrangência de muitas culturas diferentes, e pela assimetria de velocidade que a informação penetra diferente partes dos diferentes povos do mundo, é considerada historicamente contraditória e muitas vezes, muito lenta para agir diante a um fato grave.
Noam Chomsky demonstrou um exemplo de lentidão comentando sobre a Guerra do Vietnam, quando a opinião pública somente passou a pressionar o governo americano para o fim deste conflito após muitos anos do que ele considera como uma guerra bárbara e brutal desde o seu inicio, apesar de ele ressaltar que a opinião pública ter agido contra a Guerra do Iraque (antes dela acontecer) como um fato importante.
O tratamento da Polônia, após o final da Segunda Guerra Mundial, é considerado um exemplo de incoerência da opinião pública. Quando a Polônia foi invadida pela Alemanha Nazista, a opinião pública mundial apoiou fortemente o início deste conflito global, apenas para (anos depois) a Polônia ficar sob controle da União Soviética (então sob o governo de Stalin), que estima-se ter causado grandes atrocidades neste país.